# ميخائيل بيندر
ميخائيل بيندر هو لاعب كرة قدم نمساوي، ولد في 14 مايو 1969 في Mödling ‏ في النمسا. لعب مع أوستريا فيينا.